# Joseph Liouville
Joseph Liouville   (Saint-Omer, 24 de març de 1809 - París, 8 de setembre de 1882) va ser un matemàtic francès.

## Biografia
Joseph Liouville era el fill d'un militar que va servir a les campanyes napoleòniques i que, en llicenciar-se el 1814, es va establir amb la seva família a Toul. Per aquesta raó, Liouville i el seu germà van passar els primers anys de la seva vida a casa d'un oncle a Vignot.
Liouville, després de ser escolaritzat a Toul, es va preparar per a l'ingrés a les grandes écoles al College de Saint Louis.El 1825 va ingressar a l'École Polytechnique i, en graduar-se, dos anys més tard, va ingressar a l'École des Ponts et Chaussées, on no va obtenir el diploma d'enginyer perquè la seva salut i, sobretot, la seva voluntat de seguir una carrera acadèmica i docent, li ho van impedir. Després d'alguns anys impartint classes a l'Escola d'Arts i Oficis, al Liceu Louis-le-Grand, a d'altres institucions educatives i fent de tutor a l'École Polytechnique (amb una gran carga docent), va aconseguir un lloc de professor titular a l'École Polytechnique el 1838. Va obtenir la càtedra de matemàtiques del Collège de France el 1851 i la càtedra de mecànica a la Faculté des sciencies el 1857. Liouville va ser escollit membre de l'Académie des sciences el 1839 i del Bureau des Longitudes el 1840.

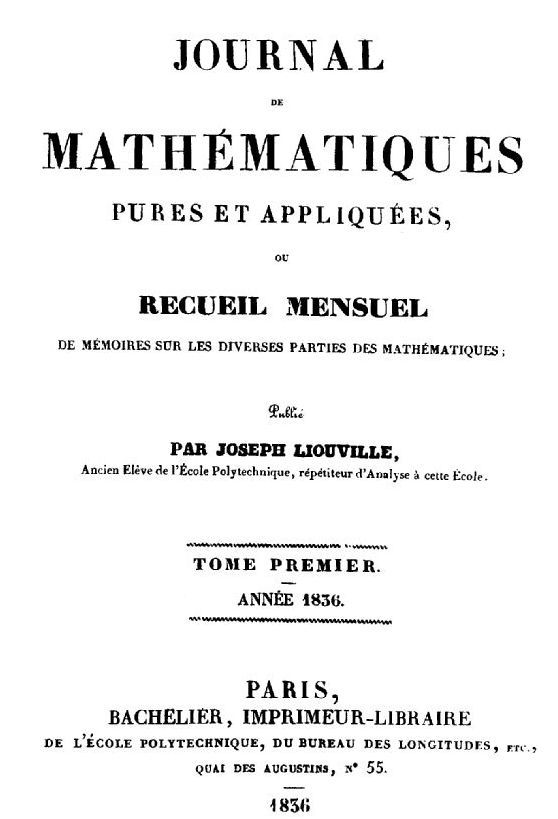
Portada del primer número del Journal de Liouville.

El 1843, després d'haver estat professor substitut de Jean-Baptiste Biot al Collège de France durant set anys i havent quedat vacant la càtedra de matemàtiques, els professors van decidir proposar per cobrir la plaça a Guglielmo Libri, cosa que va provocar el seu enuig i la seva immediata dimissió. Anys després, el 1851, obtindria la càtedra del College de France.
A part dels seus èxits acadèmics, va ser un remarcable organitzador. El 1836, Liouville va fundar el Journal de mathématiques pures et appliquées, conegut sovint com Journal de Liouville, publicació que va tenir molta reputació i que encara es publica. Liouville en va ser l'editor fins al 1874.
El 1876, ja malalt, va abandonar París per instal·lar-se amb la seva família a la casa d'estiueig que tenia a Toul, a la seva Lorena natal. Allà van morir la seva esposa i el seu fill, quatre anys abans que morís ell mateix, el 1882 a París
Ell va ser el primer lector dels treballs inèdits d'Évariste Galois, va reconèixer la seva importància i els va publicar a la seva revista el 1846. Liouville també es va implicar en política i va ser membre de l'Assemblea Constituent el 1848. Tanmateix, després de la desfeta a les eleccions de 1849, va deixar la política.
Liouville va publicar en diversos camps de les matemàtiques, com la teoria de nombres, l'anàlisi complexa, la geometria diferencial i la topologia diferencial, i també a la física matemàtica i a l'astronomia.
Joseph Liouville va ser particularment cèlebre pel seu Teorema de Liouville, avui dia un resultat més aviat simple de l'anàlisi complexa. A la teoria de nombres, va ser el primer a provar l'existència dels nombres transcendents per una construcció utilitzant les fraccions contínues, (nombre de Liouville).
En física matemàtica, la teoria de Sturm-Liouville, treball conjunt amb Charles-François Sturm, és avui dia un procediment habitual per resoldre certs tipus d'equacions integrals. Existeix un segon teorema de Liouville sobre les dinàmiques hamiltonianes. Liouville va estar interessat pel problema del valor a la frontera de les solucions d'equacions diferencials. En referència a les integrals el·líptiques, va provar que les funcions abelianes són transcendents.